# Катав-Ивановск
Ката́в-Ива́новск — город в Челябинской области России. Административный центр Катав-Ивановского района и Катав-Ивановского городского поселения. Население составляет 14 454 чел. (2023).

## Этимология
Назван в честь симбирского купца и промышленника Ивана Твердышева и его зятя Ивана Мясникова с добавлением к топониму названия реки Катав. Гидроним в свою очередь происходит от этнонима башкирского племени катай.

## География

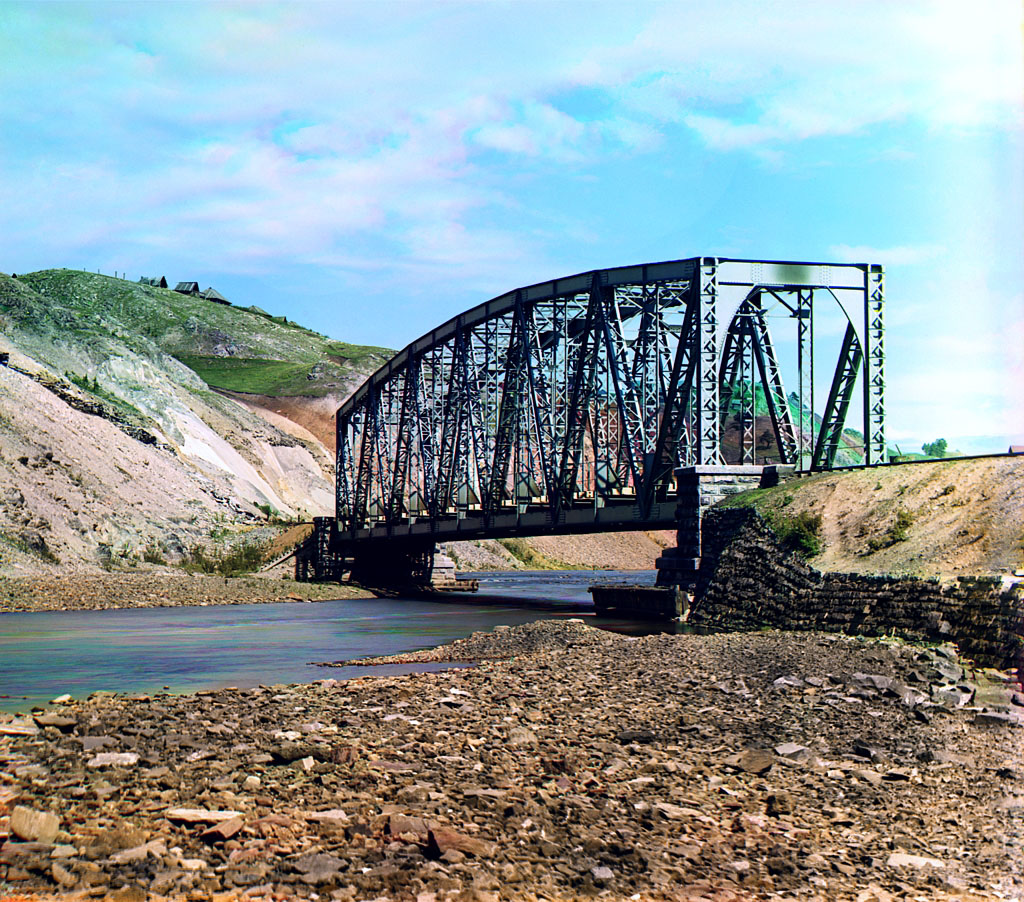
С. М. Прокудин-Горский. Железнодорожный мост через реку Катав (1910)

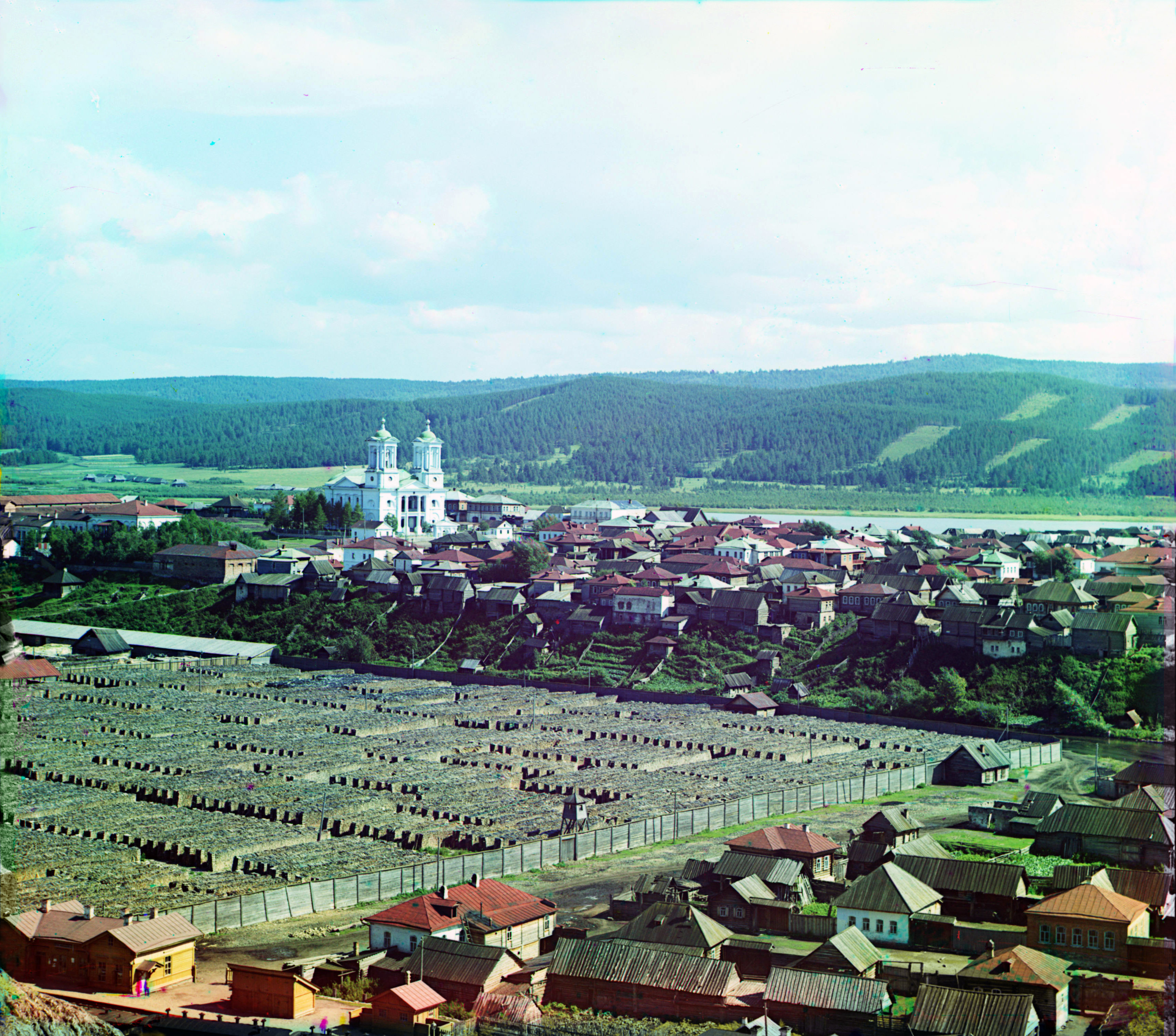
С. М. Прокудин-Горский. Общий вид на Катав-Ивановский завод (1910)

Город расположен на реке Катав (приток Юрюзани), в 260 км от Челябинска. Катав-Ивановский район, один из самых высокогорных районов Челябинской области, он расположен на отрогах трех главных вершин Южного Урала: Яман-Тау, (с высотой 1640 м над уровнем моря), Большой Иремель (1582м) и Большой Шелом (1427,1м). Здесь берут начало горные реки Юрюзань, Катав, Сим, Тюлюк, Березяк, Буланка, Лемеза и их многочисленные притоки.

### Сейсмическая активность
Катав-Ивановск находится на Южном Урале, в зоне с незначительной сейсмоактивностью. Очаги землетрясений наблюдались в окрестностях города в 2004 и 2006 годах. 5 сентября 2018 года около 4 часов утра по уральскому времени наблюдалось землетрясение магнитудой до 5,6 баллов по шкале Рихтера, приведшее к повреждениям некоторых зданий (трещины), причём оно носило нехарактерную для региона афтершоковую последовательность из 18 толчков. Первичный очаг (гипоцентр) залегал на глубине 10 км возле села Орловка.

### Экономико-географическое положение
Катав-Ивановск занимает довольно выгодное экономико-географическое положение на территории России и обладает природным и экономическим потенциалом. 
Находится в 231 км от областного центра – Челябинска. Катав-Ивановский муниципальный район занимает площадь 341,2 тыс. га, располагается в северо-западной части Челябинской области. На западе граничит с Ашинским районом, на востоке с Саткинским районом, на севере и юге с Республикой Башкортостан.
Район имеет хорошие экономические связи с городами и населенными пунктами Челябинской области, Республики Башкортостан. Через район проходит автотрасса Челябинск-Москва, имеется хорошее транспортное сообщение с Екатеринбургом и Уфой.

## История

### Основание
Симбирские купцы и промышленники Иван Борисович Твердышев и его зять Иван Семёнович Мясников, разведав богатое Бакальское месторождение железных руд, основали в 1755 году на берегу реки Катав в Уфимском уезде Оренбургской губернии Катав-Ивановский железоделательный завод, в 1757 году на берегу реки Юрюзани (на башкирском языке «юр» — быстрый, «узен» — долина) заложили Юрюзань-Ивановский молотовый и доменный завод, а в 1758 году при впадении реки Катав в реку Юрюзань начали возводить Усть-Катавский молотовый завод. В первые десятилетия своего существования Катав-Ивановский завод по производительности и качеству чугуна был первым на Урале и ведущим в России, превосходя шведское и английское доменные производства. В течение 150 лет завод находился в ведении горнозаводчиков князей Белосельских-Белозерских, наследников И. С. Мясникова.

### Роль Катав-Ивановска в восстании Салавата Юлаева
22 ноября 1774 года под Катав-Ивановским заводом произошло последние сражение Салавата Юлаева, закончившееся его поражением.
Одним из последних крупных боевых действий Салавата было сражение в ноябре 1774г. с большим карательным отрядом у Катав-Ивановского завода. Зная о превосходстве противника, Салават все же совершил дерзкое нападение, но потерпел неудачу. Положение становилось все тяжелее и тяжелее. Большинство участвовавших в движении старшин, видя, что восстание идет к концу, переметнулось на сторону правительства.

### XIX - начало XX века
В 1824 году в поселке Катав-Ивановского завода завершилась перестройка православной Иоанно-Предтеченской церкви: на месте деревянного здания было выстроено каменное, напоминающее католический костел. Казанско-Предтеченский храм в Катав-Ивановске был построен княгиней А. Г. Белосельской-Белозерской. Архитектура храма была привычна для заводских владельцев князей Белосельских-Белозерских, многие из которых подолгу служили в западных странах.
80-е годы XIX века на Катав-Ивановском заводе не прошли безуспешно: открылось передовое рельсовое производство, затем был впервые применён бессемеровский способ изготовления стали – сущность метода заключалась в продувке жидкого чугуна воздухом в конвертере. Промышленное развитие города сопровождалось строительством современных для той эпохи коммуникаций: в 1881 году была проложена одна из первых телефонных линий в России, связавшая в то время Катав-Ивановский, Усть-Катавский и Юрюзань-Ивановский заводские посёлки.
В начале XX века, в 1914 году, именно на территории Катав-Ивановска было создано одно из первых на Урале цементное производство.

### Советский период
В 1922 году при упразднении Уфимской губернии Катав-Ивановская и Усть-Катавская волости Уфимского уезда были присоединены к Златоустовскому уезду Башкирской АССР, а спустя три месяца переданы Челябинской губернии.После создания в 1923 году Уральской области уезд был преобразован в Златоустовский округ. После раздела Уральской области на Свердловскую и Челябинскую области, в 1935 году в составе Челябинской области был создан Катавский район с центром в Катав-Ивановске, получившем 27 августа 1933 году статус посёлка городского типа. 27 августа 1939 года стал городом областного подчинения.  
Его развитие также было связано со строительством промышленных объектов. Гиганты индустрии первых советских пятилеток, в том числе Магнитогорский металлургический комбинат, были построены именно на катав-ивановском цементе.
В годы Великой Отечественной войны в Катав-Ивановск были эвакуированы Ленинградский завод штурманских приборов и Кировский оборонный завод из Смоленской области, что стало причиной притока кадров. По итогам послевоенной переписи населения 1959 года, в городе проживало 20 573 человека. 
12 января 1965 года в границах бывшего Катавского района был образован Катав-Ивановский район.
Рост численности населения продолжался вплоть до конца 80-х годов XX века. По данным переписи населения СССР 1989 года, в Катав-Ивановске проживало 24 972 человека.

### Современность
В 1997 году было создано муниципальное образование город Катав-Ивановск и Катав-Ивановский район, позднее преобразованное в Катав-Ивановский муниципальный район, в составе которое в 2004 году было образовано Катав-Ивановское городское поселение.

## Население
| 1931    | 1939    | 1959    | 1967    | 1970    | 1979    | 1989    |
| ------- | ------- | ------- | ------- | ------- | ------- | ------- |
| 10 000  | ↗14 300 | ↗20 573 | ↘20 000 | ↗20 188 | ↗22 795 | ↗24 972 |
| 1992    | 1996    | 1998    | 2002    | 2003    | 2005    | 2006    |
| ↘24 700 | ↘22 800 | ↘22 200 | ↘20 162 | ↗20 200 | ↘19 600 | ↘19 200 |
| 2007    | 2008    | 2009    | 2010    | 2011    | 2012    | 2013    |
| ↘19 000 | ↘18 110 | ↗18 663 | ↘17 630 | ↘17 595 | ↘17 337 | ↘17 032 |
| 2014    | 2015    | 2016    | 2017    | 2018    | 2019    | 2020    |
| ↘16 732 | ↘16 554 | ↘16 333 | ↘16 088 | ↘15 872 | ↘15 659 | ↘15 495 |
| 2021    | 2023    |         |         |         |         |         |
| ↘14 663 | ↘14 454 |         |         |         |         |         |

На 1 января 2025 года по численности населения город находился на 801-м месте из 1124 городов Российской Федерации.

### Национальный состав
Русских — (86,6%), татары — (6,3%), башкиры — (4,9%), украинцы — (0,8%), мордва —(0,6%), армяне — (0,4%), белорусы —(0,3%), азербайджанцы — (0,2%), чуваши — (0,2%).

## Образование

### Школы
- МОУ «СОШ №1 г. Катав-Ивановска»
- МОУ «СОШ №2 г. Катав-Ивановска»
- МОУ «ООШ № 4 г. Катав-Ивановска»
- МОУ «ООШ №5 г. Катав-Ивановска»
- Коррекционная школа-интернат

### Профессиональное образование
- Катав-Ивановский индустриальный техникум «КИИТ»

### Дополнительное образование
- Катав-Ивановская детская школа искусств
- Дом детского творчества г. Катав-Ивановска
- МУ ДО «ДЮСШ г. Катав-Ивановска»

## Экономика

### Промышленные предприятия
- Литейный завод: основан в 1755-1756гг. сибирскими купцами Иваном Твердышевым и его зятем Иваном Мясниковым. С 1995-2011 г. завод пережил нескольких собственников и банкротств. С 1 мая 2012г. Катав-Ивановский литейный завод вошел в холдинг Челябинского электрометаллургического комбината и с этого времени работа ООО «КЛЗ» стабилизировалась, своевременно стала выплачиваться заработная плата, уплачиваются налоги и энергоресурсы. В октябре 2017 года завод отметил свой 260-летний юбилей.

- Цементный завод: с 2003 года АО «Катавский цемент» входит в состав "Цемрос", который объединяет цементную промышленность России, Украины и Узбекистана. Сегодня завод достойно продолжает славную историю производства цемента в Катав-Ивановске и уверенно идет в будущее, укрепляя свои лидерские позиции.

- Приборостроительный завод: крупнейший производитель полного спектра магнитных компасов всех классов, лагов и других навигационных и иных приборов для  судов морского и речного флотов России, кораблей военно-морского флота и Пограничной охраны, Министерства обороны.

- ЗАО "СМАРТ": является одним из федеральных лидеров на рынке жареных семечек в России и Казахстане и продолжает совершенствовать свои производственные технологии и расширять ассортимент выпускаемой продукции.

В январе-июне 2023 года отгружено товаров собственного производства, выполнено работ и услуг собственными силами организациями вида экономической деятельности «Добыча полезных ископаемых» на 39,4% больше, чем в январе-июне 2022 года 

## Религия
Православные храмы
- Церковь Иоанна Предтечи постройки 1824 года[43].

## Достопримечательности
- Деревня Орловка и река Катав[44]
- Особняк князей Белосельских-Белозерских, в котором располагается краеведческий музей. Построен особняк в стиле классицизма и имеет богатую историю. В 1999 году постановлением Законодательного Собрания Челябинской области особняк получил статус объекта культурного наследия регионального значения[45].
- Дворец культуры, стиль постройки — классицизм[44].
- Село Тюлюк и гора Иремель, хребет Зигальга[46].
- Парк «Патриот». Между Юрюзанью и Трёхгорным, на территории спортивного развлекательного центра «Форсаж» находится уникальный Военно-патриотический парк «Патриот». Это музей военной техники под открытым небом, где воочию можно увидеть пушки и пулемёты, бронетанковую технику времён Великой Отечественной войны. В парке также находится партизанская деревня, куда лучше отправиться вместе с экскурсоводом[47].
- Катав-Ивановский пруд. Каждый промышленный город на Урале, основанный начиная с 1700-х годов, формировался вокруг завода. Технология тех заводов была завязана на энергию ниспадающей воды. Для этого на реках строились плотины, поднимающие уровень воды до необходимого уровня. Имеет вытянутую форму и изобилует небольшими заливами. По пруду проходит дамба с подсветкой. Так образовывались искусственные водоёмы — пруды. История железоделательного завода также объект внимания туристов[48].

## Транспорт
В городе расположена одноимённая железнодорожная станция (до 1963 года — станция Катав-Ивановский Завод) Южно-Уральской железной дороги, введённая в эксплуатацию в 1905 году.